# Lady Maravilla
Monica Torres  (nacida el 22 de octubre de 1997) es una luchadora profesional enmascarada, más conocida por el nombre de "Lady Maravilla" quien actualmente trabaja para Lucha Libre AAA Worldwide. Es conocida principalmente por su trabajo para Consejo Mundial de Lucha Libre, Lucha Libre Elite, Impact Wrestling y The Crash y así como en el circuito independiente.

## Carrera

### Circuito independiente (2009-2019)
A principios de 2009, Maravilla hizo su debut haciendo equipo con Lady Jaguar derrotando a Guerrera Otomi y Mini Puma.

### Asistencia Asesoría y Administración (2015-2016)
El 4 de octubre, Maravilla hizo su debut en AAA en Héroes Inmortales IX por el Campeonato Reina de Reinas de AAA de Taya donde ella derrotó a Goya Kong, Lady Shani y La Hiedra. El 22 de enero, Maravilla hizo su segunda aparición en Guerra de Titanes en equipo con Faby Apache y Goya Kong, donde derrotaron a Lady Shani, Keira y Taya. Poco después de no aparecer, abandono la empresa debido a los problemas de otra persona.

### Consejo Mundial de Lucha Libre (2017-2018)
El 21 de julio, Maravilla hizo su debut en el Consejo Mundial de Lucha Libre (CMLL) por la Copa Natalia Vazquez contra Princesa Sugehit, Dalys la Caribeña, Estrellita, La Amapola, La Comandante, La Seductora, La Silueta, La Vaquerita, Marcela, Metálica, Sanely, Skadi y Zeuxis, donde fue ganada por Sugehit.
El 29 de mayo, Maravilla anunció su salida de CMLL y su participación en Verano de Escándalo, donde regresaría a la AAA. Según su declaración, Maravilla dice que solo trabajará por fechas en AAA, ya que será una luchadora independiente.

### Regreso a la AAA (2018-presente)
El 4 de junio, Maravilla volvió a aparecer en Verano de Escándalo haciendo equipo con Arez, Belial y Último Maldito, donde derrotaron a Hijo de Vikingo, Arkangel Divino, Dinastía y Star Fire. El 21 de julio en AAA vs. Elite formando equipo con Keira y Zeuxis como representantes de la Liga Elite, fueron derrotados ante el Equipo AAA (Faby Apache, La Hiedra & Vanilla Vargas). El 26 de agosto en Triplemanía XXVI, Maravilla se alió a Dinastía por el Campeonato Mundial en Parejas Mixto de AAA contra El Hijo del Vikingo y Vanilla Vargas, Angelikal y La Hiedra y Niño Hamburguesa y Big Mami, donde lograron retener sus títulos.

## Campeonatos y logros
- Lucha Libre AAA Worldwide
  - Campeonato Mundial en Parejas Mixto de AAA (1 vez) – con Villano III Jr.

- Promociones HUMO
  - HUMO Women's Championship (1 vez)

- Promoluchas
  - Promoluchas Women's Championship (1 vez)

- Pro Wrestling Illustrated
  - Situada en el Nº81 en el PWI Female 100 en 2019.
  - Situada en el Nº76 en el PWI Female 100 en 2020.
  - Situada en el Nº125 en el PWI Female 150 en 2021

## Luchas de apuestas
| Ganador                  | Perdedor                   | Lugar                     | Evento            | Fecha                   | Notas |
| ------------------------ | -------------------------- | ------------------------- | ----------------- | ----------------------- | ----- |
| Lady Maravilla (máscara) | Dulce Kanela (cabellera)   | Monterrey, Nuevo León     | House show        | 14 de marzo de 2017     |       |
| Big Mami (cabellera)     | Lady Maravilla (cabellera) | Ciudad Madero, Tamaulipas | Guerra de Titanes | 14 de diciembre de 2019 |       |